# Dialetto lucerino
Il dialetto lucerino, parlato nella città di Lucera e in alcune località limitrofe, rientra nei dialetti pugliesi settentrionali (dauno-appenninici) facenti parte del gruppo dei dialetti italiani meridionali i quali, a loro volta, sono affini alla lingua napoletana. Nell'impianto generale di derivazione greco-latina, il lucerino ha assorbito vocaboli dall'arabo, dal francese, dallo spagnolo e dal tedesco. Presenta le maggiori affinità con gli altri dialetti dauno-appenninici e con i dialetti garganici.

## Storia
Dapprima la cultura ellenica di provenienza magno-greca e poi la colonizzazione romana di Lucera hanno influenzato in modo notevole l'idioma cittadino. Sarà comunque il periodo medievale, in particolare le dominazioni saracene ed angioine, a far acquisire al lucerino un carattere molto singolare, con un importante arricchimento lessicale, che lo differenziano dagli altri parlati del Tavoliere, dei Monti della Daunia e del Gargano. In opposizione ai Saraceni, attorno al 1275, re Carlo I d'Angiò raccolse, all'interno della fortezza svevo-angioina di Lucera, circa 140 famiglie francoprovenzali, che successivamente si stabilirono nei centri montani di Faeto e Celle di San Vito (nell'alta Valmaggiore), ove è tuttora parlata la lingua francoprovenzale. Tutti questi cambiamenti furono decisivi per lo sviluppo del dialetto lucerino, in particolare il periodo arabo che ha lasciato una notevole impronta nel parlato cittadino, basti pensare alla forma ijà! tuttora usata.

## Caratteristiche generali

### Fonetica
Per quanto riguarda il vocalismo, si evidenziano alcuni aspetti particolari: la vocale ì, sia in sillaba libera che in posizione rimane intatto, dà sempre i (nide per “nide"; accide per “accide”;  ecc.).
La vocale È in sillaba aperta di voce piana abbiamo ę (ad esempio gastęmę che significa bestemmia).
Rispetto al consonantismo, il lucerino è caratterizzato dalla presenza di consonanti costrittive o continue e consonanti nasali.

### Morfologia

#### Articoli
Nel lucerino, gli articoli determinativi sono: u per il maschile singolare, a per il femminile singolare; i per il maschile e femminile plurale, mentre gli articoli indeterminativi sono: nu e na.

#### Pronomi personali
Per quanto riguarda i pronomi personali, si segue questo schema:
|           | Pron. Pers. Soggetto            | Pron. Pers. Soggetto      | Pron. Pers. Oggetto | Pron. Pers. Oggetto       | Pron. Pers. Oggetto    | Pron. Pers. Oggetto |
|           |                                 | Forma tonica              | Forma tonica        | Forma atona               | Forma atona            |                     |
|           | It.                             | Luc.                      | It.                 | Luc.                      | It.                    | Luc.                |
| 1ª p. sg. | io                              | io [iə]                   | me                  | mmé                       | mi                     | me [mə]             |
| 2ª p. sg. | tu                              | tu [tə]                   | te                  | tté                       | ti                     | te                  |
| 3ª p. sg. | lui, egli, esso lei, ella, essa | isso ['issə] essa ['essə] | lui, sé lei, sé     | isso ['issə] essa ['essə] | lo, gli, si la, le, si | ce                  |
| 1ª p. pl. | noi                             | nuje                      | noi                 | nnuje                     | ci                     | ce                  |
| 2ª p. pl. | voi                             | vuje                      | voi                 | vvuje                     | vi                     | ve                  |
| 3ª p. pl. | loro, essi loro, esse           | lore                      | loro, sé loro, sé   | llore                     | li, si le, si          | ce                  |

#### Gruppo verbale
Il verbo essere (ESSE), esse
|             | indicativo presente | indicativo imperfetto | indicativo perfetto | indicativo futuro | congiuntivo imperfetto | condizionale presente |
| io          | songo               | ero                   | fuje                | sarraggio         | fosse                  | sarrìa                |
| tu          | si'                 | jere                  | fusse               | sarraje           | fusse                  | sarrisse              |
| isso / essa | è / eje             | fuje                  | fuje                | sarrà             | fosse                  | sarrìa                |
| nuje        | simo                | èramo                 | fujemo              | sarrimo           | fossemo                | sarrimmo              |
| vuje        | site                | èrete                 | fusseve             | sarrite           | fusseve                | sarrisseve            |
| llore       | sònno               | èrano                 | fujeno              | sarranno          | fossero                | sarrìeno              |

Il participio passato è state. Il gerundio è stanno.

## Esempi linguistici
Di seguito alcuni esempi del dialetto lucerino:
- Alijà, usato per indicare l'atto di sbadigliare per fame o per sonno. Originariamente dal latino halitus, poi dallo spagnolo alear[1];
- Ijà!, termine arabo, usato come intercalare[10];
- Mafissce!, esclamazione usata per dire "non ce n'è più, niente", dall'arabo māfīš;
- Mammalucco, usato per indicare una persona goffa, sciocca, sottomessa. Deriva dall'arabo mamluk (posseduto, schiavo)[1];
- Scarceofolo (carciofo), dal greco "kyndra" (cinara); poi dall'arabo "kharshuf" (sciocco, minchione, fuoco d'artificio che gira vorticosamente prima di dirigersi verso l'alto)[1].

## Poesia

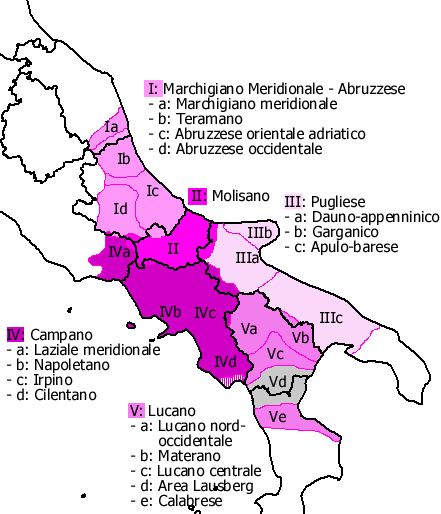
Il dialetto lucerino rientra nei dialetti dauno-appenninici (IIIa) nel sistema dei dialetti italiani meridionali

Il lucerino è stato utilizzato da diversi poeti locali. Si elencano alcune pubblicazioni.
- Enrico Venditti, Poesie in dialetto lucerino, Lucera, Catapano, 1965
- Enrico Venditti, Giuvanne e Frangische, Tip. Catapano, Lucera, 1971
- Enrico Venditti, U cacc’e mitte, Tip. Catapano, Lucera, 1972
- Enrico Venditti, A tramúte, Tip. Catapano, Lucera, 1974
- Enrico Venditti, Tantannarrète, Tip. Catapano, Lucera, 1977
- Costantino Catapano, Na zènn d lucerin, Lucera, Catapano, 1980, rist. 2004
- Lella Chiarella, A ruchele d’u Castille, Lucera, Orion, 1980
- Zefferino Di Gioia-Fiorenzo Fattibene, Citte citte ammizz'a Chiazze, Edistampa, Lucera, 1982
- Zefferino Di Gioia-Fiorenzo Fattibene, 'Ndò sckoppa 'ndrone, Edistampa, Lucera, 1984
- Lella Chiarella, I trascurze mammanonne, Lucera, Catapano, 1984
- Enrico Venditti, Vecchio Ferragosto Lucerino, Ed. C. Catapano, Lucera, 1985
- Enrico Venditti, U mègghie poste, Tip. Catapano, Lucera, 1987
- Lella Chiarella, Jurne pe jjurne. Poesie in dialetto lucerino (a cura di Domenico D'Agruma), Lucera, Orion, 2000
- Pasquale Zolla, Keléure è mmore d’u pajèse mìje, Lucera, 2001

## Teatro e musica
Dagli ultimi decenni degli anni Novanta, un ruolo importante nella trasmissione del dialetto lucerino è svolto del Gruppo teatrale "Amici dell'Arte", guidato da Germano Benincaso dal 1969. Il gruppo ha portato in scena numerose commedie con adattamenti in vernacolo lucerino, e opere inedite realizzata dal Benincaso. La prima opera data alle stampe è Ze Necole (Tip. Catapano, Lucera, 1975); a seguire altre quattordici commedie tra le quali Mast don Tubbije (Tip. Catapano, Lucera, 1976) e Nu marijule onèste (Tip. Re-me-Graf, Foggia, 1982).
Nel 1993 il gruppo ha pubblicato anche il cd E so’ Lucera ancòre: arie, stornelli e canti lucerini..
Di seguito la prima strofa di Stornelli lucerini e la relativa traduzione in italiano:
(da: Stornelli Lucerini)